# Salvatore Baccaloni
Salvatore Baccaloni (ur. 14 kwietnia 1900 w Rzymie, zm. 31 grudnia 1969 w Nowym Jorku) – włoski śpiewak operowy, bas.

## Życiorys
Z wykształcenia był architektem. Był chórzystą Kaplicy Sykstyńskiej w Watykanie, pobierał też lekcje śpiewu u Giuseppe Kaschmanna. Zadebiutował w 1922 roku w Teatro Adriano w Rzymie jako Doktor Bartolo w Cyruliku sewilskim Gioacchino Rossiniego. W latach 1926–1940 występował w mediolańskiej La Scali. W 1928 roku debiutował w Covent Garden Theatre w Londynie jako Timur w Turandot Giacomo Pucciniego. Śpiewał w Teatro Colón w Buenos Aires (1931–1941) oraz na festiwalu operowym w Glyndebourne (1936–1939). Od 1940 do 1962 roku występował w Metropolitan Opera w Nowym Jorku, dając w tym czasie łącznie 297 przedstawień.
Zasłynął przede wszystkim jako odtwórca ról w repertuarze buffo, z oper W.A. Mozarta, Gioacchino Rossiniego, Gaetano Donizettiego, Giacomo Pucciniego, Giuseppe Verdiego i Pergolesiego. Występował też jako aktor filmowy.